# 平行黑麗魚
平行黑麗魚，為輻鰭魚綱鱸形目隆頭魚亞目慈鯛科的其中一種，分布於非洲馬拉威湖西北部流域，棲息深度2-28公尺，體長可達11.4公分，棲息在底層水域，生活習性不明，可作為觀賞魚。

## 擴展閱讀
維基物種上的相關：平行黑麗魚